# Иерро Лопес, Луис Антонио
Луис Антонио Иерро Лопес (исп. Luis Antonio Hierro López; род. 6 января 1947, Монтевидео) — уругвайский дипломат, политический и государственный деятель, вице-президент (2000—2005).

## Биография
Родился 6 января 1947 года в Монтевидео, Уругвай, в семье политика Луиса Иерро Гамбардельи.
После окончания обучения Иерро вступил в партию Колорадо, а уже в феврале 1985 года был избран депутатом Палаты представителей Уругвая от Монтевидео. В марте 1989 года он был избран председателем пятой сессии 42-й Палаты представителей Уругвая. 15 февраля 1995 года Иерро занял пост сенатора Уругвая на пятилетний срок. Кроме того, с февраля по октябрь 1998 года он занимал пост министра внутренних дел страны.
1 марта 2000 года Йерро Лопес занял пост вице-президента Уругвая при президенте Хорхе Батлье Ибаньесе. Его срок полномочий истёк в марте 2005 года, после чего его сменил на посту Родольфо Нин Новоа.
В июне 2009 года министр внутренних дел Дейзи Турне из политического альянса «Широкий фронт» выступила с речью, в которой оскорбила Иерро Лопеса и президента Луиса Альберто Лакалье де Эрреру, чем спровоцировала вокруг себя скандал, в результате которого была вынуждена отправиться в отставку.
В том же месяце Иерро Лопес, старающийся укрепить свои позиции в преддверии очередных президентских выборов, публично попытался дискредитировать своего соперника Педро Бордаберри, заявив, что фамилия может помешать ему занять столь высокий пост. Бордаберри, бывший коллега Иерро по правительству, в ответ пожелал ему успехов и напомнил, что сам Иерро агитировал за него на муниципальных выборах несколькими годами ранее. По результатам голосования победу на выборах одержал Хосе Мухика.
В марте 2021 года Иерро Лопес занял пост посла Уругвая в Перу.